# Choanocyt

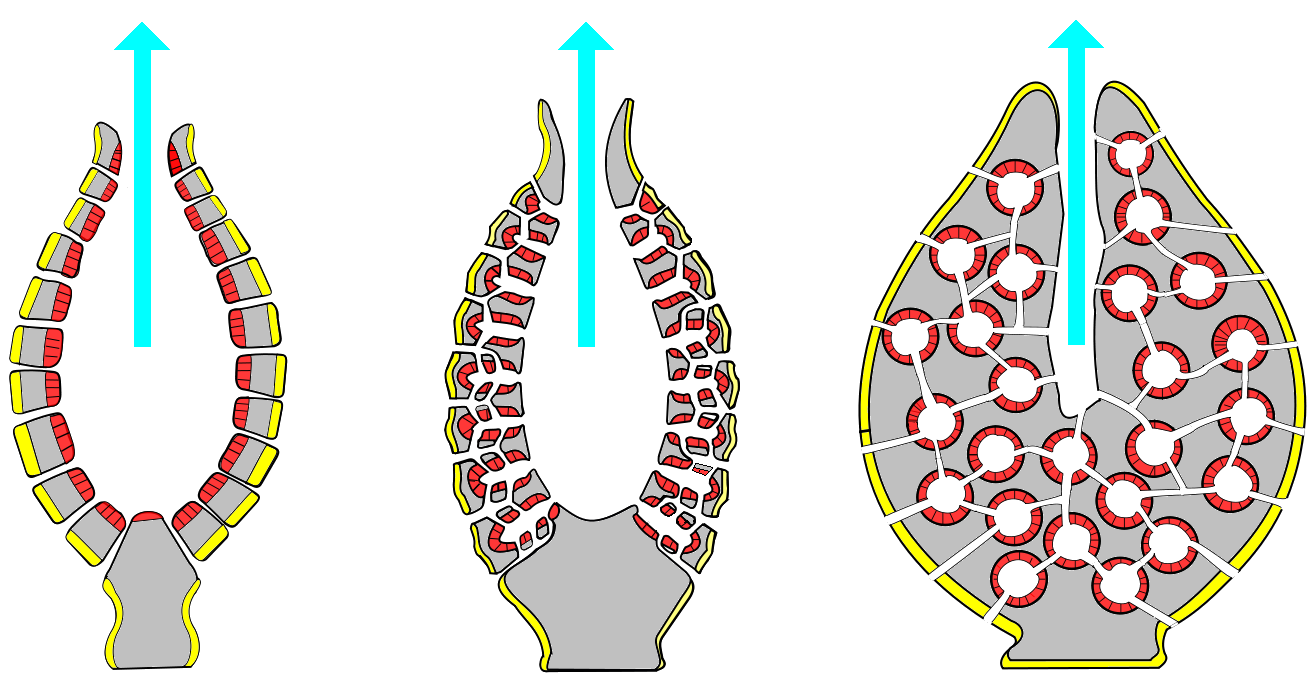
Choanocyty zaznaczone są na czerwono

Choanocyt, komórka kołnierzykowa – jednowiciowa, owalna lub okrągła komórka wewnętrznej (gastralnej) warstwy ciała gąbek (Porifera) wykazująca duże podobieństwo do wiciowców kołnierzykowych (Choanoflagellata). Komórki kołnierzykowe wyposażone są w pojedyncze wici otoczone wieńcem 30–40 mikrokosmków. 
W typie askon komórki kołnierzykowe wyściełają jamę ciała (spongocel), w typie sykon wyściełają kanały, a w typie leukon wyściełają kuliste komory. Komórki te dzięki ruchom wici wymuszają przepływ wody z tlenem i cząstkami pokarmu (na przykład bakterie, protisty, martwą materię organiczną) przez spongocel gąbki. Mają zdolność pinocytozy oraz trawienia pokarmu, który następnie jest przekazywany archeocytom, gdzie następuje ostateczne trawienie w wodniczkach trawiennych. Przy wejściu do komór niektórych gąbek występują choanocyty wpustowe (apopylochoanocyty) regulujące wpływ wody. Choanocyty pozwalają również usuwać szkodliwe produkty przemiany materii.
Obecność choanocytów, tworzących choanodermę, jest charakterystyczną i wyłączną cechą gąbek.